# Stijn Verleyen
Stijn Verleyen (Waregem, 21 juli 1978) is een Belgische voormalige atleet, die zich had toegelegd op de sprint en het hordelopen. Hij veroverde drie Belgische titels.

## Biografie
Verleyen werd in 1999 Belgisch indoorkampioen op de 400 m. In 2001 en 2002 veroverde hij de titel op de 400 m horden. Hij stopte in 2003 met atletiek.
Verleyen was aangesloten bij Atletiek Zuid-West.

## Belgische kampioenschappen
Outdoor
| Onderdeel    | Jaar       |
| ------------ | ---------- |
| 400 m horden | 2001, 2002 |

Indoor
| Onderdeel | Jaar |
| --------- | ---- |
| 400 m     | 1999 |

## Persoonlijke records
Outdoor
| Onderdeel    | Prestatie | Datum        | Plaats   |
| ------------ | --------- | ------------ | -------- |
| 400 m        | 47,42 s   | 13 juli 2002 | Oordegem |
| 400 m horden | 50,51 s   | 30 juni 2001 | Brussel  |

Indoor
| Onderdeel | Prestatie | Datum            | Plaats |
| --------- | --------- | ---------------- | ------ |
| 400 m     | 47,60 s   | 17 februari 2002 | Gent   |

## Palmares

### 400 m
- 1999:  BK indoor AC – 48,08 s
- 2001:  BK indoor AC – 48,38 s
- 2002:  BK indoor AC – 47,60 s

### 400 m horden
- 2001:  BK AC – 50,51 s
- 2002:  BK AC – 51,38 s

- Bibliothèque nationale de France: cb159961151 (data)
- Gemeinsame Normdatei: 137791879
- World Athletics: 14177166
- International Standard Name Identifier: 0000 0000 5889 5266
- Library of Congress Control Number: no2009040976
- Nationale Bibliotheek van Tsjechië: mub2014840909
- Nationale Bibliotheek van Israël: 987007316062705171
- Nederlandse Thesaurus van Auteursnamen: 272901954
- Système universitaire de documentation: 131522760
- Virtual International Authority File: 81927609
- WorldCat: E39PBJyxkWBGrBdGGbR76gTWDq